# جيانغ كيلو
جيانغ كيلو (مواليد 29 أبريل 1985) هو مبارز بالسيف صيني، مثّل بلاده في الألعاب الأولمبية الصيفية 2012.

## روابط رياضية
جيانغ كيلو على موقع الاتحاد الدولي للمبارزة (الإنجليزية)
- جيانغ كيلو على موقع أوليمبيديا (الإنجليزية)